# Mesobiotus insuetus
Espèce
Synonymes
- Macrobiotus insuetus Pilato, Sabella & Lisi, 2014

Mesobiotus insuetus est une espèce de tardigrades de la famille des Macrobiotidae.

## Distribution
Cette espèce est endémique de Sicile en Italie.

## Publication originale
- Pilato, Sabella & Lisi, 2014 : Two new tardigrade species from Sicily. Zootaxa, no 3754 (2), p. 173–184.